# Askaniia-Nova
Askaniia-Nova (en ukrainien : Асканія-Нова ; en russe : Аскания-Нова) est une commune urbaine de l'oblast de Kherson, en Ukraine. La communauté territoriale compte 2 585 habitants en 2021. Fondée en 1822, elle est baptisée en 1828 d'après la noble famille allemande d'Ascanie.

## Géographie
Faisant partie du raïon de Kakhovka, la localité est située dans le sud de l'oblast de Kherson, au milieu de la réserve naturelle d'Ascania-Nova. Elle se trouve à 145 kilomètres à l'est de Kherson et à 31 kilomètres à l'est de Tchaplynka.